# Trận Bản Kéo
Trận Bản Kéo, hay chính xác hơn là Vụ binh biến ở Bản Kéo, là sự kiện quan trọng cuối cùng trong Giai đoạn 1 của Chiến dịch Điện Biên Phủ. Sự kiện diễn ra vào ngày 17 tháng 3 năm 1954, khi binh sĩ thuộc 2 đại đội của Tiểu đoàn Thái số 3 phòng thủ cứ điểm Anne Marie 1 và 2, mà phía Việt Nam gọi là đồi Bản Kéo, làm binh biến và bỏ ngũ đồng loạt, giúp cho phía Quân đội Nhân dân Việt Nam dễ dàng chiếm được mà không cần phải nổ súng, xóa sổ trung tâm đề kháng Anne Marie trong dãy cứ điểm phía Bắc Điện Biên Phủ.

## Bối cảnh
Anne Marie là cụm cứ điểm đầu tiên được quân Pháp xây dựng ngay sau khi nhảy dù xuống Mường Thanh. Cụm cứ điểm gồm 4 cứ điểm, trong đó Anne Marie 1 và 2 nằm ở vòng ngoài, trên hai mỏm của một quả đồi không tên, dưới chân có một bản nhỏ của người Thái trắng có tên là Bản Kéo; Anne Marie 3 và 4 nằm ở đầu bắc sân bay ngay trên mặt ruộng, liền kề với Phân khu Trung tâm. Đây là cụm cứ điểm thứ 3 từ phía Bắc đi xuống, sau Gabrielle (Độc Lập) và Béatrice (Him Lam). Cụm cứ điểm ban đầu do Tiểu đoàn Hải ngoại Dù số 1 (1er BEP), do Thiếu tá Maurice Guiraud làm Tiểu đoàn trưởng, đóng giữ. Về sau, Bộ Chỉ huy Pháp đã cho rút 1er BEP về làm lực lượng dự bị của Phân khu Trung tâm, giao việc phòng thủ Anne Marie lại cho Tiểu đoàn Thái số 3 do Thiếu tá Léopold Thimonnier (Timoniê) chỉ huy. Đây là một đơn vị phụ lực quân (supplétifs) gồm toàn bộ là các binh sĩ người dân tộc Thái ở Sơn La và Nghĩa Lộ, vốn được rút về từ Lai Châu, từng được đánh giá tốt qua trận Nà Sản năm 1953. Mặc dù vậy, Đại tá de Castries vốn không tin cậy tiểu đoàn này, nên đã giao nhiệm vụ phòng thủ ở tuyến sau cùng của Phân khu Bắc.
Trong kế hoạch tác chiến của mình, sau khi tiêu diệt hoàn toàn 2 cụm cứ điểm Gabrielle và Béatrice, phía QĐNDVN chủ trương tiêu diệt tiếp 2 cứ điểm Anne Marie 1 và 2, nhằm tạo bàn đạp để kiểm soát sân bay, điểm yếu chết người về hậu cần của quân Pháp. Tuy nhiên, những vị trí này ở gần Phân khu Trung tâm nên được hỏa lực yểm trợ từ nhiều phía, xe tăng và đơn vị phản kích có thể tăng viện dễ dàng, nên có thể xem là không phải dễ chiếm. Vì vậy, nhiệm vụ tấn công cứ điểm được giao cho Trung đoàn 36 (Đại đoàn 308) do Phạm Hồng Sơn làm Trung đoàn trưởng.

## Diễn biến
Trong 3 ngày từ 13 đến 15 tháng 3, lính Thái đóng ở 2 cứ điểm Anne Marie 1 và 2 đã chứng kiến sự sụp đổ nhanh chóng của hai cụm cứ điểm Béatrice và Gabrielle, được xem là những trung tâm đề kháng mạnh nhất, do những đơn vị Âu Phi tinh nhuệ bảo vệ, đồng thời cũng nhìn thấy sự thất bại của lực lượng cứu viện có cả xe tăng yểm trợ. Sau khi cả hai cụm cứ điểm Beatrice và Gabrielle đều đã bị mất, phía bắc tập đoàn cứ điểm lúc này chỉ còn lại Anne Marie, đang ở tuyến sau vụt trở thành tiền tuyến, bị quân QĐNDVN uy hiếp trực tiếp. Nhận thấy tinh thần của binh lính người Thái đang dao động, các chỉ huy Trung đoàn 36 nhận thấy có khả năng giải quyết cứ điểm này mà không cần tới một trận đánh.
Trưa ngày 15, Đại úy Clácsăm (Clarchambre), chỉ huy những cứ điểm nằm trên đồi Bản Kéo, nhận được một lá thư của đơn vị QĐNDVN tại Gabrielle, do một lính Algérie bị thương đưa tới. Trong thư hẹn 7 giờ sáng hôm sau (ngày 16 tháng 3 năm 1954), cử người tới bãi ruộng bên bờ suối phía đông - bắc, nhận những thương binh của Tiểu đoàn 5 Algérie sẽ được trao trả, kèm theo lời kêu gọi: "Toàn bộ binh sĩ ở Bản Kéo hãy ra hàng để tránh bị tiêu diệt trong một ngày sắp tới". Clácsăm phải báo cáo điều này với Mường Thanh. Mường Thanh thấy không thể khước từ một đề nghị như vậy.
Ngày 16 tháng 3, một viên trung úy và một số binh lính Thái có mặt đúng giờ ở địa điểm với những chiếc cáng thương. Binh sĩ Tiểu đoàn 5 bị thương đã được băng bó cẩn thận, đang nằm chờ.
Tiếng loa của QĐNDVN kêu gọi lính Thái hãy trở về mường bản, không theo Pháp, không dùng súng giết hại đồng bào. Nhiều truyền đơn được phát tán cả bên trong cứ điểm. Dưới chân đồn Bản Kéo xuất hiện một bức tranh lớn. Đập vào mắt mọi người là hình ảnh một đoàn lính Thái rời bỏ vị trí kèm theo dòng chữ: "Quay trở về với Tổ quốc, với đồng bào, các anh sẽ được đón tiếp tử tế".
Sáng ngày 17, đồn Bản Kéo xôn xao vì có tin bộ đội sắp tiến công. Buổi trưa, từng đám binh lính Thái kéo tới gặp viên Đại úy Đồn trưởng, nêu hai yêu sách: "Một, phải phát hết khẩu phần lương thực. Hai, giải tán đồn cho binh lính về quê hương làm ăn". Clácsăm vội điện cho Mường Thanh: "Chúng tôi buộc phải bỏ vị trí rút về khu trung tâm đây!" Và Clácsăm mở cổng đồn, ra lệnh cho binh lính theo mình về sân bay. Nhưng binh lính không còn nghe theo lời chỉ huy, ào ào chạy về phía khu rừng. Viên Đại úy vội gọi điện về Mường Thanh, yêu cầu cho pháo bắn chặn đường rút chạy của binh sĩ Thái nhưng cũng không ngăn cản được.

## Kết quả
Trung đoàn 36 không cần nổ súng đã chiếm được Bản Kéo, và tiến vào chiếm các ngọn đồi khống chế phía bắc sân bay Mường Thanh.
Mấy ngày sau đó, Anne Marie 3 và 4 được sáp nhập vào Phân khu Trung tâm, trở thành Hugette 6 và Hugette.